# Tornanádaska
Tornanádaska község Borsod-Abaúj-Zemplén vármegyében, az Edelényi járásban.

## Fekvése
A szlovák határ mellett fekszik, Aggtelektől 28, Szögligettől 11 kilométer távolságra kelet-északkeleti irányban.
Az országhatár magyar oldalán csak három települési szomszédja van: kelet felől Hidvégardó, dél felől Bódvalenke, nyugat felől pedig Komjáti. Észak felől a legközelebbi település a szlovákiai Tornagörgő (Hrhov).
Belterületének központja tekintetében Magyarország legészakibb fekvésű települése.

### Megközelítése
Legegyszerűbben közúton érhető el, a 27-es főúton, amely a lakott területének déli széle közelében halad el.
Ugyancsak áthalad a belterületének déli részén – közvetlenül a főút mellett húzódva – a Miskolc–Tornanádaska-vasútvonal, melynek itteni állomása az országban a legészakibb fekvésű vasútállomás.
Autóbusszal a Volánbusz által üzemeltetett 3707-es, 4124-es és 4136-os járattal közelíthető meg.

## Nevének eredete
Neve a magyar nádas szóból származik. Az Árpád-korban Nádasd volt a település neve. A Torna névrész az egykori vármegye emlékét őrzi.

## Története
Nádaska, magyar falu, Abauj-Torna vármegyében, Tornához dél-nyugotra egy mérfdnyire: 247 kath., 175 ref., 6 zsidó lak. Szép kastély és kert. Nagy gazdaság. Vendégfogadó. Fűrész- és liszt malmok a Bódva vizén. Szőlője nem sok. F. u. gr. Gyulay. Ut. p. Rosnyó. (Fényes Elek, 1851)
A honfoglalás idején szlávok által már lakott település volt. Nevét írásban először egy 1280-ban kiadott adománylevél említi. A falu akkoriban Nádasd volt, majd később megkülönböztetésül a többi hasonló nevű falutól, lett Nádaska. 1905-ben lett Tornanádaska. Sokáig királyi birtok volt.
Lakói 1570-ben a törökdúlás elől elmenekültek. A falu egy ideig néptelen volt és csak az 1600-as években népesült be újból.
A falu barokk római katolikus temploma valószínűleg a középkori templom helyén vagy alapjain épült, 1776-ban. Az egy emeletes, 18. századi református harangtorony magányosan áll. 1793-ban Gyulay grófnő vendégeként a nádaskai kastélyban szállt meg Robert Townson tudós, angol utazó, aki magyarországi tanulmányútjáról 1797-ben Londonban megjelent könyvében elsőként említi meg az alsó-hegyi zsombolyokat.

## Közélete

### Polgármesterei
| Polgármester | Polgármester  | Polgármester |                                    |
| ------------ | ------------- | ------------ | ---------------------------------- |
| 1990–1994    | Morvai Imre   | független    |                                    |
| 1994–1998    | Morvai Imre   | független    |                                    |
| 1998–2002    | Takács Tibor  | független    |                                    |
| 2002–2006    | Takács Tibor  | független    |                                    |
| 2006–2010    | Takács Tibor  | független    |                                    |
| 2010–2010    | Szucskó Péter | független    | hivataláról lemondott              |
| 2011–2014    | Beri Tamás    | független    | Időközi választás: 2011. január 9. |
| 2014–2019    | Beri Tamás    | független    |                                    |
| 2019–2024    | Beri Tamás    | független    |                                    |
| 2024–        | Toldi Richárd | független    |                                    |

## Népesség
A település népességének változása:
| Lakosok száma | 735  | 757  | 758  | 769  | 750  | 777  | 795  |
|               | 2013 | 2014 | 2015 | 2021 | 2022 | 2023 | 2024 |

2001-ben a település lakosságának 63%-a cigány, 37%-a magyar nemzetiségűnek vallotta magát.
A 2011-es népszámlálás során a lakosok 94,8%-a magyarnak, 56,7% cigánynak mondta magát (5,2% nem nyilatkozott; a kettős identitások miatt a végösszeg nagyobb lehet 100%-nál). A vallási megoszlás a következő volt: római katolikus 39,1%, református 2,1%, görögkatolikus 0,6%, felekezeten kívüli 9,1% (47,2% nem válaszolt).
2022-ben a lakosság 97,5%-a vallotta magát magyarnak, 57,1% cigánynak, 0,3% románnak, 0,3% görögnek, 0,1-0,1% bolgárnak, ruszinnak, szlováknak, szerbnek és lengyelnek, 0,3% egyéb, nem hazai nemzetiségűnek (2,5% nem nyilatkozott; a kettős identitások miatt a végösszeg nagyobb lehet 100%-nál). Vallásuk szerint 33,7% volt római katolikus, 1,1% református, 0,1% görög katolikus, 0,5% egyéb keresztény, 0,5% felekezeten kívüli (63,7% nem válaszolt).

## Nevezetességei

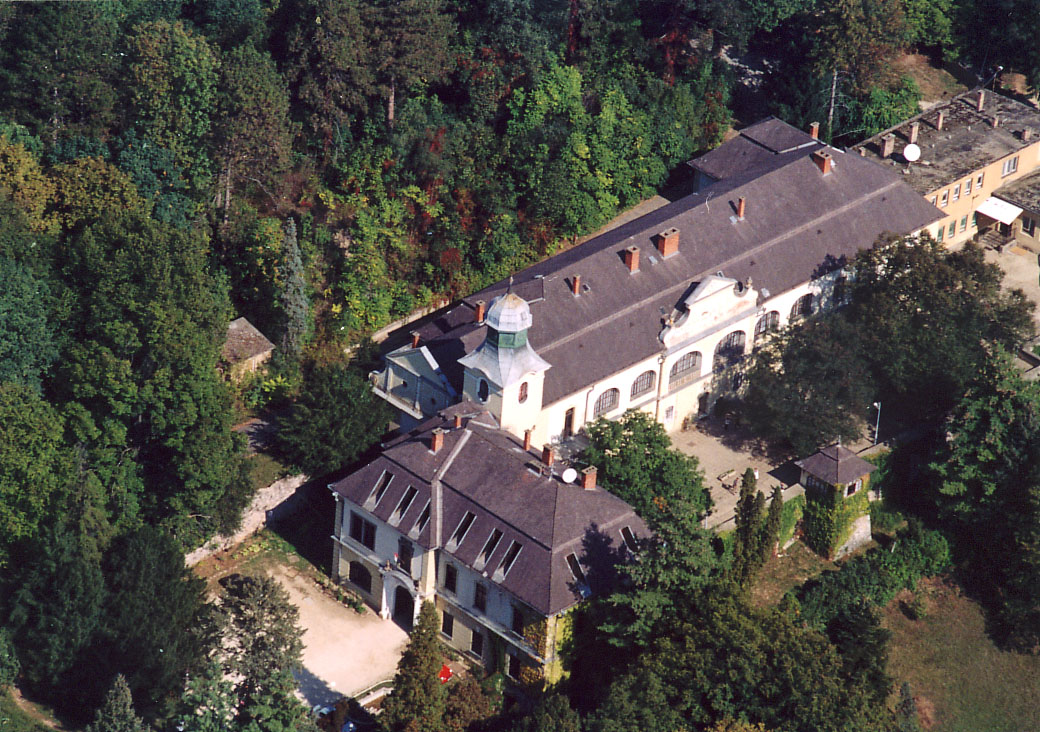
Tornanádaska, Hadik-kastély

- Hadik-kastély - középkori eredetű barokk kastély, mely többszöri átalakítás után nyerte el mai formáját, jelenleg kisegítő iskolaként és nevelőotthonként funkcionál
- Kecskevár - az egykori vár romjai a mai magyar-szlovák határon fekszenek, ezért éppúgy vélik Tornanádaskához és a szlovák oldalon elhelyezkedő Szádudvarnokhoz tartozónak
- Római katolikus templom - 1776-79 között barokk stílusban építették
- Református haranglábtorony
- Szent István-szobor[16]
- 1995-ben a településen található 14 barlangot az Aggteleki-karszt és a Szlovák-karszt többi barlangjával együtt az UNESCO a világörökség részévé nyilvánította. Ezek a barlangok a Borsodi-zsomboly, a Fekete-lyuk, a Kastély-kerti 1. sz. barlang, a Kastély-kerti 2. sz. barlang, a Kongókő-barlang, a Nádaskai-zsomboly, a Narancssárga-zsomboly, a Sárga-zsomboly, a Tornanádaskai-kőfejtő 1. sz. barlangja, a Tornanádaskai-kőfejtő 2. sz. barlangja, a Tornanádaskai-kőfejtő 3. sz. barlangja, a Tornanádaskai-kőfejtő 4. sz. barlangja, a Tornanádaskai-kőfejtő 5. sz. barlangja és a Zöld-zsomboly.